# Maria Alfero
Maria Carlotta Alfero (1º marzo 1922 – 4 settembre 2001) è stata una velocista italiana.
Tesserata per La Filotecnica Milano, società sportiva dopolavorista di Milano, nel 1937, insieme a Jolanda Colombo, Carla Pellegrini e Franca Agorni, conquistò la medaglia d'oro nella staffetta 4×100 metri ai campionati italiani assoluti di Piacenza.
Nel 1938, dopo essersi aggiudicata il titolo di campionessa italiana assoluta sui 100 metri piani, conquistò la medaglia di bronzo nella staffetta 4×100 metri ai campionati europei di Vienna con le connazionali Maria Apollonio, Rosetta Cattaneo e Italia Lucchini.
Le sue ceneri sono state deposte nella tomba familiare del cimitero di Lambrate.

## Palmarès
| Anno | Manifestazione | Sede   | Evento                | Risultato | Prestazione | Note  |
| ---- | -------------- | ------ | --------------------- | --------- | ----------- | ----- |
| 1938 | Europei        | Vienna | Staffetta 4×100 metri | Bronzo    | 49"4        | [ 2 ] |

## Campionati nazionali
- 1 volta campionessa italiana assoluta dei 100 metri piani (1938)
- 1 volta campionessa italiana assoluta della staffetta 4×100 metri (1937)

1936
- Bronzo ai campionati italiani assoluti, staffetta 4x100 m - 53"7

1937
- Oro ai campionati italiani assoluti (Piacenza), staffetta 4×100 metri - 52"9

1938
- Oro ai campionati italiani assoluti (Parma), 100 metri piani - 12"7

1939
- Argento ai campionati italiani assoluti, 100 m piani - 12"8

1940
- Argento ai campionati italiani assoluti, salto in lungo - 5,14 m

1941
- Argento ai campionati italiani assoluti, 100 m piani - 12"9